# Ak Zjol
Ak Zjol ("den vita vägen") är ett politiskt parti i Kirgizistan, bildat den 15 oktober 2007 av landets president Kurmanbek Bakijev.
I parlamentsvalet den 16 december 2007 blev Ak Zjol landets överlägset största parti.